# ويليام ريغلي الثالث
ويليام ريغلي الثالث (بالإنجليزية: William Wrigley III)‏ هو شخصية أعمال أمريكي، ولد في 21 يناير 1933 في شيكاغو في الولايات المتحدة، وتوفي بنفس المكان في 8 مارس 1999.